# Angelika Beer

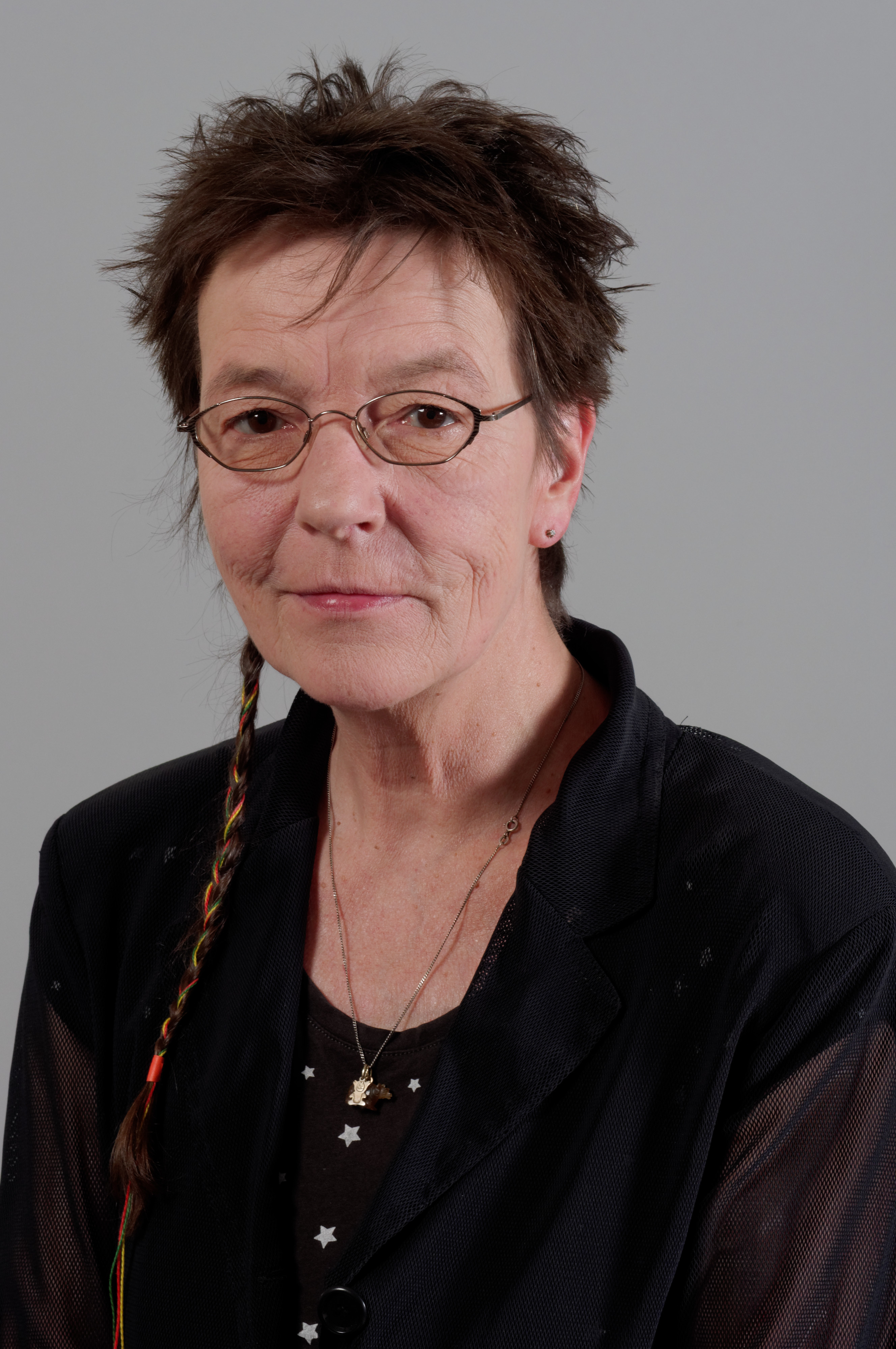
Angelika Beer (2013)

Angelika Beer (* 24. Mai 1957 in Kiel) ist eine ehemalige deutsche Politikerin. Sie war von 2002 bis 2004 Bundesvorsitzende von Bündnis 90/Die Grünen. Von 1987 bis 1990 und von 1994 bis 2002 war sie Mitglied des Deutschen Bundestages und von 2004 bis 2009 Mitglied des Europäischen Parlaments. Seit 2009 ist sie Mitglied der Piratenpartei Deutschland. Sie hatte von 2012 bis 2017 für diese Partei ein Listenmandat als Abgeordnete im schleswig-holsteinischen Landtag inne.

## Leben und Beruf
Nach der mittleren Reife absolvierte Angelika Beer eine Ausbildung zur Arzthelferin und anschließend eine zur Rechtsanwalts- und Notarsgehilfin.
Von 1992 bis 1994 war sie Koordinatorin der internationalen Kampagne zur Ächtung von Landminen / medico international.
Angelika Beer ist verwitwet; sie war zuletzt mit dem Oberstleutnant der Bundeswehr Peter Matthiesen (1946–2022) verheiratet. Aus einer früheren Ehe ist sie Mutter eines Sohnes. Ihr Vater Herbert Beer war GB/BHE-Landtagsabgeordneter in Schleswig-Holstein.

## Die Grünen (1980–2009)

### Parteilaufbahn

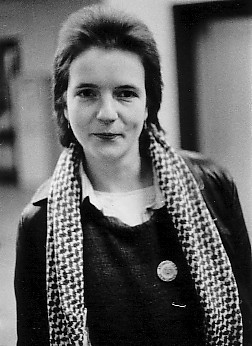
Angelika Beer 1987 im Bundestag

In den 1970er Jahren war Angelika Beer im Kommunistischen Bund (KB) aktiv. Beer gehörte zur KB-Abspaltung „Gruppe Z“, die sich für die aktive Parteiarbeit innerhalb der Grünen einsetzte. Angelika Beer gehörte 1980 zu den Mitbegründern der Partei Die Grünen in Neumünster. Sie gehörte von 1991 bis 1994 dem Bundesvorstand an und war von Dezember 2002 bis Oktober 2004 gemeinsam mit Reinhard Bütikofer Bundesvorsitzende von Bündnis 90/Die Grünen.

### Abgeordnetentätigkeit
Von 1987 bis 1990 sowie von 1994 bis 2002 war Angelika Beer Mitglied des Deutschen Bundestages, wobei sie stets über die Landesliste Schleswig-Holstein einzog. Im Bundestag war sie seit 1994 verteidigungspolitische Sprecherin der Fraktion Bündnis 90/Die Grünen.
Sie vertrat das Bombardement Serbiens und das Eingreifen der Bundeswehr im Kosovokrieg unter anderem in ihrer Bundestagsrede vom 25. März 1999: „Ich hoffe, dass diejenigen, die uns oder mich persönlich, wie in den letzten Stunden geschehen, als Kriegstreiber bezeichnen, endlich die Antwort auf meine Frage geben, was denn die Alternative zu dieser schwierigen Entscheidung gewesen wäre.“
Für die Bundestagswahl 2002 wurde sie von ihrer Partei nicht erneut nominiert. Hintergrund war der Vorwurf, die frühere Friedensaktivistin habe sich zunehmend zur Militärfreundin entwickelt, etwa durch ihr engagiertes Eintreten für eine deutsche Beteiligung am Kosovokrieg, durch öffentlich geäußerten „Stolz“ auf „unsere Soldaten“ und vor dem Hintergrund ihrer Ende 2001 bekannt gegebenen Liaison mit einem Bundeswehroffizier.
Von der Europawahl 2004 an war sie Mitglied des Europäischen Parlaments. Hier gehörte sie dem Ausschuss für auswärtige Angelegenheiten und dessen Unterausschuss für Sicherheits- und Verteidigungspolitik an. Außerdem war sie Vorsitzende der Irandelegation des Europäischen Parlaments. Auf dem Bundesparteitag der Grünen für die Europawahl 2009 verpasste Beer im Januar 2009 mehrfach mit Wahlergebnissen unter 10 Prozent eine erneute Platzierung auf der Europaliste ihrer Partei.
Am 28. März 2009 teilte Beer auf einem schleswig-holsteinischen Landesparteitag in Bad Oldesloe ihren Austritt aus Bündnis 90/Die Grünen mit. Sie kritisierte dabei auch die Friedenspolitik ihrer Partei: „Wenn der Frieden programmatisch kaum noch eine Rolle spielt, wenn in der Friedens- und Sicherheitskommission eine wirklich selbstkritische Analyse unseres Regierungshandelns in den Fragen Kosovo, Afghanistan und Irak nicht möglich war, dann werden die Grünen der politischen Verantwortung für die Suche nach einer wirklichen Friedenspolitik in der Zukunft nicht gerecht.“ Parteifreunde reagierten mit Unverständnis.

## Piratenpartei (seit 2009)
Am 25. September 2009 erklärte Beer, die Piratenpartei zu unterstützen und dass sie diese bei der Bundestagswahl 2009 wählen werde. Im November 2009 trat sie der Piratenpartei bei. Sie kandidierte für die Partei bei der Landtagswahl in Schleswig-Holstein 2012 auf dem sechsten Platz der Landesliste sowie als Direktkandidatin im Wahlkreis Neumünster. Über die Liste zog sie in den Landtag ein. Sie war dort Mitglied im Umwelt- und Agrarausschuss, im Europaausschuss sowie Mitglied im Gremium für Sinti und Roma, der Friesen und der Nordschleswiger und Sprecherin ihrer Fraktion für Umwelt-, Migrations-, Europa- und Energiepolitik.
Zur Landtagswahl 2017 kandidierte sie nicht mehr. In einem Interview mit dem Deutschlandfunk im Jahr 2018 sagte sie über Rot-Grün und die Entscheidung zum Kosovokrieg: „Schröder sagte, entweder ihr Grünen macht das jetzt mit oder es gibt kein Rot-Grün.“ Im selben Interview sagte Beer, dass sie sich bei der Piratenpartei inhaltlich nie verbiegen müsse. Während ihrer Zeit als Landtagsabgeordnete der Piratenpartei in Schleswig-Holstein habe sie immer die Freiheit gehabt, jede Entscheidung für sich treffen zu können.

## Schriften
- Quo vadis NATO? – Quo vadis Europa?, mit Otfried Nassauer, Berliner Informationszentrum für Transatlantische Sicherheit (BITS), Berlin 2002.
- Rechtsextremisten in Norddeutschland, Wer sie sind und was sie tun ! Ein Text von Andreas Speit, 72 Seiten, 2008, Angelika Beer (Hrsg.), MdEP (PDF)
- Vortrag bei der Konferenz „Rechtsextremismus in Deutschland und Europa – aktuelle Entwicklungstendenzen im Vergleich“[12] bei der Heinz-Schwartzkopf Stiftung 9. – 11. Oktober 2008 Berlin, 10 Seiten (PDF), Buch zur Tagung mit Beitrag von Angelika Beer und gleichlautendem Titel Rechtsextremismus in Deutschland und Europa: Aktuelle Entwicklungstendenzen im Vergleich,  206 Seiten (Hrsg.) Holger Spöhr und Sarah Kolls, Peter Lang Verlag, Frankfurt/Main (2010)
- Rechtsextremismus und Rechtspopulismus in Europa, Recherche vom 17. November 2008 (aktualisiert am 9. Juni 2009), 42 Seiten (PDF )
- Europa im Visier der Rechtsextremen, 130 Seiten, 2009, Angelika Beer (Hrsg.), MdEP